# Fabian von Fersen
Le baron Fabian von Fersen, né le 7 février 1626 et mort le 30 juillet 1677, est un aristocrate et officier suédois qui fut maréchal de camp, gouverneur de la Livonie suédoise entre 1671 et 1674, gouverneur de Scanie, du Halland et du Blekinge en 1676.